# Calathus erwini
Calathus erwini är en skalbaggsart som beskrevs av Ball och Negre. Calathus erwini ingår i släktet Calathus och familjen jordlöpare. Inga underarter finns listade i Catalogue of Life.